# Maliana
Maliana (Vila de Ainaro) är en stad i Östtimor, och den är huvudort  för  kommunen Bobonaro.

## Befolkning
I Maliana bor 22 000 personer (2019).

## Klimat

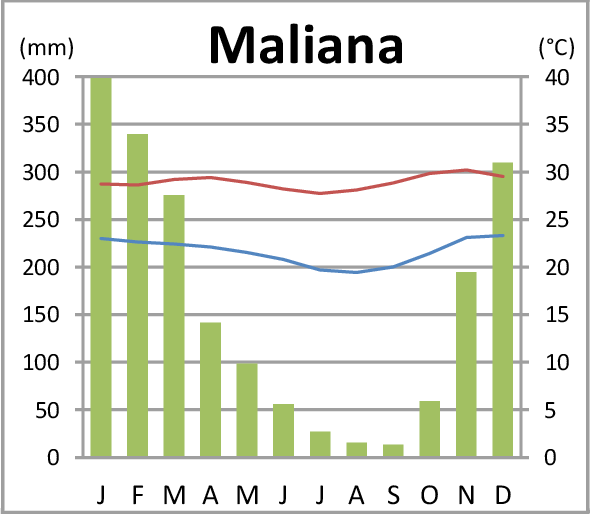
Klimatdiagram

Staden har tropiskt klimat. På vintern regnar det mycket mindre än på sommaren. Medeltemperaturen är på årsbasis 25.4 °C i Maliana. Genomsnittlig regnmängd per år är 1543 mm.